# Княжество Наджран
Княжество Наджран, эмират Наджран или Наджран (араб. إمارة نجران‎) — арабское государство, существовавшее на юго-западной Аравийского полуострова с 1633 по 1934 год.

## Политическая структура
Княжество Наджран управлялось эмиром, князем, который был главой государства и командовал армией. Эмира поддерживали шейхи местных племён, которые помогали управлять территорией и поддерживать порядок. Важные решения принимались на основе исламского права, но племенные обычаи также имели значение.
Военная структура была относительно проста, с опорой на местные племенные ополчения, которые могли быть мобилизованы в случае необходимости защиты княжества от внешних угроз.

## История
В 1633 году на территории Наджрана возникло исламское духовное княжество, под сюзеренством имамов Йемена.
В XVIII веке, вместе с протектором, попало под контроль Османской империи. Однако мирный статус региона был нарушен в 1880-х годах, когда вспыхнуло йеменское восстание против османов. Наджран оказался в эпицентре жестоких сражений, поддерживая османские силы и подавляя повстанцев, что лишь накалило обстановку.
С концем первой мировой войны Наджран номинально возобновляет статус йеменского вассала.
В 1920 году политическая карта региона снова начала меняться. Неджд и Нижний Асир официально заявили свои территориальные притензии на земли Наджрана, и уже в 1921 году армия Ихванов стремительно ворвалась в регион, захватывая земли и подавляя местное, и без того слабое, сопротивление. В то же время Йеменское Мутаваккилитское королевство тоже не собиралось уступать, выдвигая свои притязания, а затем и силы на захват в 1924 году.
Зимой 1931-1932 годов йеменская армия вновь предприняла отчаянную попытку вернуть Наджран, но её войска были жестоко разгромлены саудовцами, которые укрепили свои позиции в регионе.
Ноябрь 1933 года стал роковым: йеменские войска снова ворвались в Наджран, развязав ожесточённые бои, но их триумф оказался недолгим. В ходе саудовско-йеменской войны 1934 года судьба региона была решена окончательно. После серии жестоких сражений Йемен был вынужден отступить и отказаться от своих притязаний на большую часть Наджрана. Княжество потеряло независимость и стало частью Саудовской Аравии.

## Правители
1633–1677 гг. ??
1677–1717 гг. Мухаммад ибн Исмаил
1717–1747 гг. Хиббат-Аллах
1747–1760 гг. Исмаил I
1760–1774 гг. Хасан Али
1774–1780 гг. Абд аль-Али ибн Хасан
1780–1810 гг. Абдулла I ибн Али
1810–1819 гг. Юсуф
1819–1826 гг. Хусейн ибн Хасан ибн Али
1826–1841 гг. Ибн Мухаммад
1841–1846 гг. Хасан II
1846–1872 гг. Хасан III ибн Ибн Исмаил
1872–1 889 гг. Ахмад
1889–1905 гг. Абдаллах II ибн Али ибн Хусейн ибн Али
1905–1912 гг. Али I ибн Хиббат Аллах
1912–1934 гг. Али II ибн Мухсин ибн Хусейн

## Месторасположение
Располагалось на юго-западе современной Саудовской Аравии. Город Надждран является административный центр одноимённого административного округа.